# Nos vamos pa'l mundial
Nos vamos pa'l mundial es una película colombiana de 2014 dirigida por Fernando Ayllón y Andrés Felipe Orjuela. Estrenada el 25 de abril de 2014, contó con las actuaciones de José Manuel Ospina, Nelson Polanía, Maru Yamayusa, Alejandro Gutiérrez, Aída Morales y Francisco Bolívar.

## Sinopsis
Dos choferes de taxi prometen a la Virgen del Carmen, patrona de los conductores, que irán hasta Brasil si la selección de fútbol de Colombia clasifica al Mundial de 2014. Cuando se consuma la clasificación, estos dos amigos tienen que encontrar la manera de conseguir el dinero para viajar hasta tierras brasileñas y alentar a su seleccionado. Sin embargo, problemas como su despiadado jefe, la falta de dinero, la envidia y la venganza les harán complicada la labor.

## Reparto
- José Manuel Ospina es Víctor.
- Nelson Polanía es Héctor.
- Maru Yamayusa es Lucrecia.
- Aída Morales es Lucero.
- Francisco Bolívar es Serafín.
- Alejandro Gutiérrez es Don Senón.